# کارل فیالا
کارل فیالا (انگلیسی: Karel Fiala; ۳ اوت ۱۹۲۵ – ۳ اکتبر ۲۰۲۰) بازیگر، و خواننده اپرا اهل کشور جمهوری چک بود.
از فیلم‌ها یا برنامه‌های تلویزیونی که وی در آن نقش داشته‌است می‌توان به سیل اشاره کرد.